# 수호전 108성

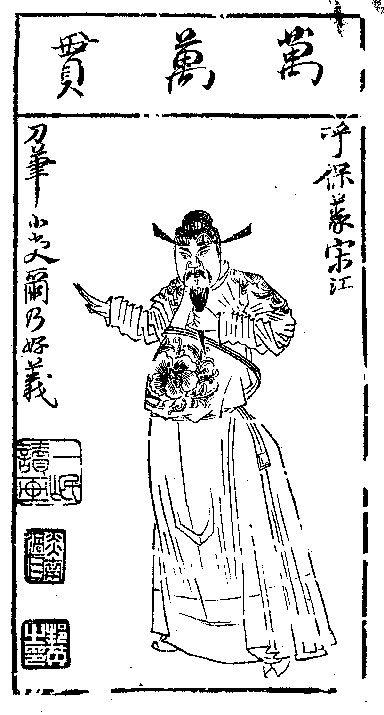

수호전 108성(水滸傳百八星)은 《수호전》에 등장하는 108명의 호걸을 가리킨다. 36명의 천강성(天罡星)과 72명의 지살성(地煞星)으로 이루어져 있다.
실제 역사 기록에는 송강이 36명을 이끌었다는 기록은 있으나, 72명에 대해서는 언급조차 없다. 송강은 실제 인물이나, 기록에 따라서 송강이 36명에 포함되기도 하고 《대송선화유사》(大宋宣和遺事)같은 책에는 언급이 되어 있지 않다. 그리고 36명에 대해서는 대부분 그 이름조차 알려지지 않았고, 알려진 인물은 양지, 임충, 왕영, 노지심, 사진, 무송 정도다. 공식적인 역사 기록 상에는 "송강이 36명의 무리들과 결탁하여 반란을 일으켰다가 장숙야에게 토멸당하였다" 정도가 된다.
특기할 만한 점은 양산박이 의(義)를 내세우는 집단으로 발전하는 과정에 결정적인 역할을 한 초대 두령 조개는 포함되어 있지 않고, 송강의 취임식 행사때 발견된 비문에 의해 서열이 결정되어 이후 주장과 부장을 결정하는 데에도 이 서열에 따랐다는 점이다.

## 명단

### 천강성 36성
- 천괴성(天魁星) 호보의(呼保義) 송강(宋江)
- 천강성(天罡星) 옥기린(玉麒麟) 노준의(盧俊義)
- 천기성(天機星) 지다성(智多星) 오용(吳用)
- 천한성(天閒星) 입운룡(入雲龍) 공손승(公孫勝)
- 천용성(天勇星) 대도(大刀) 관승(關勝)
- 천웅성(天雄星) 표자두(豹子頭) 임충(林冲)
- 천맹성(天猛星) 벽력화(霹靂火) 진명(秦明)
- 천위성(天威星) 쌍편(雙鞭) 호연작(呼延灼)
- 천영성(天英星) 소이광(小李廣) 화영(花榮)
- 천귀성(天貴星) 소선풍(小旋風) 시진(柴進)
- 천부성(天富星) 박천조(撲天雕) 이응(李應)
- 천만성(天滿星) 미염공(美髥公) 주동(朱仝)
- 천고성(天孤星) 화화상(花和尙) 노지심(魯智深)
- 천상성(天傷星) 행자(行者) 무송(武松)
- 천립성(天立星) 쌍창장(雙槍將) 동평(董平)
- 천첩성(天捷星) 몰우전(沒羽箭) 장청(張淸)
- 천암성(天暗星) 청면수(靑面獸) 양지(楊志)
- 천우성(天祐星) 금창수(金槍手) 서녕(徐寧)
- 천공성(天空星) 급선봉(急先鋒) 색초(索超)
- 천속성(天速星) 신행태보(神行太保) 대종(戴宗)
- 천이성(天異星) 적발귀(赤髮鬼) 유당(劉唐)
- 천살성(天殺星) 흑선풍(黑旋風) 이규(李逵)
- 천미성(天微星) 구문룡(九紋龍) 사진(史進)
- 천구성(天究星) 몰차란(沒遮攔) 목홍(穆弘)
- 천퇴성(天退星) 삽시호(揷翅虎) 뇌횡(雷橫)
- 천수성(天壽星) 혼강룡(混江龍) 이준(李俊)
- 천검성(天劍星) 입지태세(立地太歲) 완소이(阮小二)
- 천평성(天平星) 선화아(船火兒) 장횡(張橫)
- 천죄성(天罪星) 단명이랑(短命二郞) 완소오(阮小五)
- 천손성(天損星) 낭리백도(浪裏白跳) 장순(張順)
- 천패성(天敗星) 활염라(活閻羅) 완소칠(阮小七)
- 천뢰성(天牢星) 병관색(病關索) 양웅(楊雄)
- 천혜성(天慧星) 반명삼랑(拚命三郞) 석수(石秀)
- 천폭성(天暴星) 양두사(兩頭蛇) 해진(解珍)
- 천곡성(天哭星) 쌍미갈(雙尾蝎) 해보(解寶)
- 천교성(天巧星) 낭자(浪子) 연청(燕靑)

### 지살성 72성
- 지괴성(地魁星) 신기군사(神機軍師) 주무(朱武)
- 지살성(地煞星) 진삼산(鎭三山) 황신(黃信)
- 지용성(地勇星) 병울지(病尉遲) 손립(孫立)
- 지걸성(地傑星) 추군마(醜郡馬) 선찬(宣贊)
- 지웅성(地雄星) 정목안(井木犴) 학사문(郝思文)
- 지위성(地威星) 백승장(百勝將) 한도(韓滔)
- 지영성(地英星) 천목장(天目將) 팽기(彭玘)
- 지기성(地奇星) 성수장군(聖水將軍) 선정규(單廷珪)
- 지맹성(地猛星) 신화장군(神火將軍) 위정국(魏定國)
- 지문성(地文星) 성수서생(聖手書生) 소양(蕭樣)
- 지정성(地正星) 철면공목(鐵面孔目) 배선(裴宣)
- 지활성(地闊星) 마운금시(摩雲金翅) 구붕(歐鵬)
- 지합성(地闔星) 화안산예(火眼狻猊) 등비(鄧飛)
- 지강성(地强星) 금모호(錦毛虎) 연순(燕順)
- 지암성(地暗星) 금표자(錦豹子) 양림(楊林)
- 지축성(地軸星) 굉천뢰(轟天雷) 능진(凌振)
- 지회성(地會星) 신산자(神算子) 장경(蔣敬)
- 지좌성(地佐星) 소온후(小溫候) 여방(呂方)
- 지우성(地祐星) 새인귀(賽仁貴) 곽성(郭盛)
- 지령성(地靈星) 신의(神醫) 안도전(安道全)
- 지수성(地獸星) 자염백(紫髥伯) 황보단(皇甫端)
- 지미성(地微星) 왜각호(矮脚虎) 왕영(王英)
- 지혜성(地慧星) 일장청(一丈靑) 호삼랑(扈三娘)
- 지폭성(地暴星) 상문신(喪門神) 포욱(鮑旭)
- 지연성(地然星)[2] 혼세마왕(混世魔王) 번서(樊瑞)
- 지창성(地猖星) 모두성(毛頭星) 공명(孔明)
- 지광성(地狂星) 독화성(獨火星) 공량(孔亮)
- 지비성(地飛星) 팔비나타(八臂那咤) 항충(項充)
- 지주성(地走星) 비천대성(飛天大星) 이곤(李袞)
- 지교성(地巧星) 옥비장(玉臂匠) 김대견(金大堅)
- 지명성(地明星) 철적선(鐵笛仙) 마린(馬麟)
- 지진성(地進星) 출동교(出洞蛟) 동위(童威)
- 지퇴성(地退星) 번강신(翻江蜃) 동맹(童猛)
- 지만성(地滿星) 옥번간(玉幡竿) 맹강(孟康)
- 지수성(地遂星) 통비원(通臂猿) 후건(侯健)
- 지주성(地周星) 도간호(跳間虎) 진달(陳達)
- 지은성(地隱星) 백화사(白花蛇) 양춘(楊春)
- 지이성(地異星) 백면낭군(白面郞君) 정천수(鄭天壽)
- 지리성(地理星) 구미귀(九尾龜) 도종왕(陶宗旺)
- 지준성(地俊星) 철선자(鐵扇子) 송청(宋淸)
- 지악성(地樂星) 철규자(鐵叫子) 악화(樂和)
- 지첩성(地捷星) 화항호(花項虎) 공왕(龔旺)
- 지속성(地速星) 중전호(中箭虎) 정득손(丁得孫)
- 지진성(地鎭星) 소차란(小遮攔) 목춘(穆春)
- 지계성(地稽星)[3] 조도귀(操刀鬼) 조정(曹正)
- 지마성(地魔星) 운리금강(雲裏金剛) 송만(宋萬)
- 지요성(地妖星) 모착천(摸着天) 두천(杜遷)
- 지유성(地幽星) 병대충(病大蟲) 설영(薛永)
- 지복성(地伏星) 금안표(金眼彪) 시은(施恩)
- 지벽성(地僻星) 타호장(打虎將) 이충(李忠)
- 지공성(地空星) 소패왕(小覇王) 주통(周通)
- 지고성(地孤星) 금전표자(金錢豹子) 탕륭(湯隆)
- 지전성(地全星) 귀검아(鬼臉兒) 두흥(杜興)
- 지단성(地短星) 출림룡(出林龍) 추연(鄒淵)
- 지각성(地角星) 독각룡(獨角龍) 추윤(鄒潤)
- 지수성(地囚星) 한지홀률(旱地忽律) 주귀(朱貴)
- 지장성(地藏星) 소면호(笑面虎) 주부(朱富)
- 지평성(地平星) 철비박(鐵臂膊) 채복(蔡福)
- 지손성(地損星) 일지화(一枝花) 채경(蔡慶)
- 지노성(地奴星) 최명판관(催命判官) 이립(李立)
- 지찰성(地察星) 청안호(靑眼虎) 이운(李雲)
- 지악성(地惡星) 몰면목(沒面目) 초정(焦挺)
- 지추성(地醜星) 석장군(石將軍) 석용(石勇)
- 지수성(地數星) 소울지(小尉遲) 손신(孫新)
- 지음성(地陰星) 모대충(母大蟲) 고대수(顧大嫂)
- 지형성(地刑星) 채원자(菜園子) 장청(張靑)
- 지장성(地壯星) 모야차(母夜叉) 손이랑(孫二娘)
- 지열성(地劣星) 활섬파(活閃婆) 왕정륙(王定六)
- 지건성(地健星) 험도신(險道神) 욱보사(郁保四)
- 지모성(地耗星) 백일서(白日鼠) 백승(白勝)
- 지적성(地賊星) 고상조(鼓上蚤) 시천(時遷)
- 지구성(地狗星) 금모견(金毛犬) 단경주(段景住)

## 같이 보기
- 동림당점장록
- 수호전